# Mark Bomersback
Mark Bomersback (* 8. Juli 1982 in Rochester, Alberta) ist ein ehemaliger kanadischer Eishockeyspieler, der im Verlauf seiner aktiven Karriere zwischen 2003 und 2014 unter anderem annähernd 100 Spiele in der tschechischen Extraliga auf der Position des linken Flügelstürmers bestritten hat. Darüber hinaus war Bomersback auch in der finnischen SM-liiga und der Schweizer National League A (NLA) aktiv.

## Karriere
Mark Bomersback begann seine Karriere als Eishockeyspieler bei den Bow Valley bzw. Canmore Eagles, für die er in der Saison 1999/2000 sein Debüt in der Alberta Junior Hockey League (AJHL) gab. In der Spielzeit 2002/03 wurde er zum Most Valuable Player der Liga ernannt. Anschließend besuchte er vier Jahre lang die Ferris State University, für deren Eishockeymannschaft er in der National Collegiate Athletic Association (NCAA) aktiv war. In seiner Universitätszeit wurde er 2004 zum Rookie des Jahres und 2007 zum MVP seiner Mannschaft ernannt.
In der Saison 2007/08 gab Bomersback sein Debüt im professionellen Eishockey, als er parallel für die Iowa Stars in der American Hockey League (AHL) und die Idaho Steelheads in der ECHL auflief. Im folgenden Spieljahr 2008/09 lief der Flügelspieler erneut für Idaho in der ECHL auf. Parallel stand er für die AHL-Teams der Providence Bruins, Syracuse Crunch und Binghamton Senators auf dem Eis. Die Saison 2009/10 verbrachte der Kanadier beim HC Plzeň 1929 in der tschechischen Extraliga. Dort konnte er mit 20 Toren und 26 Vorlagen in insgesamt 53 Spielen auf sich aufmerksam machen, so dass er zum Rookie des Jahres der Extraliga ernannt und für die Saison 2010/11 von Metallurg Nowokusnezk aus der Kontinentalen Hockey-Liga (KHL) verpflichtet wurde.
Im August 2011 absolvierte er ein Probetraining bei Rauman Lukko, wo er anschließend ein Jahr in die finnischen SM-liiga spielte. Im Januar 2013 wurde Bomersback von den SCL Tigers aus der Schweizer National League A (NLA) verpflichtet, nachdem er seit Anfang der Saison 2012/13 vertragslos gewesen war. Mit den Langnauern stieg er nach der verlorenen Ligaqualifikation gegen den Lausanne HC in die National League B (NLB) ab. Der Angreifer erhielt anschließend keinen neuen Kontrakt bei den SCL Tigers und wechselte daher zu den Piráti Chomutov in die Extraliga zurück. Nach der Saison 2013/14 beendete der 32-Jährige im Sommer 2014 seine aktive Karriere.

## Erfolge und Auszeichnungen
- 2000 AJHL South All-Rookie Team
- 2003 AJHL Most Valuable Player
- 2009 Teilnahme am ECHL All-Star Game
- 2010 Rookie des Jahres der Extraliga

## Karrierestatistik
(Legende zur Spielerstatistik: Sp oder GP = absolvierte Spiele; T oder G = erzielte Tore; V oder A = erzielte Assists; Pkt oder Pts = erzielte Scorerpunkte; SM oder PIM = erhaltene Strafminuten; +/− = Plus/Minus-Bilanz; PP = erzielte Überzahltore; SH = erzielte Unterzahltore; GW = erzielte Siegtore; 1 Play-downs/Relegation; Kursiv: Statistik nicht vollständig)